# Norrlägnen
Norrlägnen är skär i Åland (Finland). De ligger i Skärgårdshavet och i kommunen Sottunga i landskapet Åland, i den sydvästra delen av landet. Öarna ligger omkring 58 kilometer öster om Mariehamn och omkring 220 kilometer väster om Helsingfors.
Arean för den av öarna koordinaterna pekar på är 0,4 hektar och dess största längd är 120 meter i nord-sydlig riktning. Trakten är glest befolkad. Närmaste större samhälle är Kumlinge, 19,7 km nordväst om Norrlägnen.